# Cerconeotes nichollsi
Cerconeotes nichollsi is een eenoogkreeftjessoort uit de familie van de Leptastacidae. De wetenschappelijke naam van de soort is voor het eerst geldig gepubliceerd in 1951 door Krishnaswamy.